# أحمد ممو
أحمد ممو (1949 -) هو أديب وكاتب تونسي.

## حياته ونشأته
ولد عام 1949 بقرية تامزرط بالجنوب التونسي.
- درس تعليمه الابتدائي بمسقط رأسه وواصله بتونس العاصمة ثم بكلية العلوم بتونس ليتوجه بعد ذلك إلى باريس حيث حصل على دكتوراه دولة في علم طبقات الأرض.
- يشتغل مديرا بوزارة الفلاحة التونسية.
- يكتب القصة والدراسة الأدبية.
- يتولى مهمة مدير مسؤول لمجلة قصص التي يصدرها نادي القصة النادي الثقافي أبو القاسم الشابي.[2]

## مسيرته
إلى جانب شخصيته الأدبية فإن لأحمد ممّو حضور علمي في مجال اختصاصه الذي هو الجيولوجيا والمياه الجوفية. فهو محرز دكتوراه درجة ثالثة من جامعة باريس حول موضوع «مساهمة في الدراسة الهيدروجيولوجية لشبه جزيرة قبلي» (الجنوب التونسي، ودكتوراه دولة من جامعة باريس في الاختصاص 1990 عن موضوع «الموارد المائية للجنوب التونسي- الخصائص والتقييم». وقداشتغل عدة سنوات في الإدارة التونسية 1973-1999 حتى بلغ درجة مدير إدارة مركزية، ثم انتقل إلى مرصد الصحراء والساحل (منظمة دولية) بصفة مستشار علمي خلال الفترة 1999-2009، حيث أشرف على تصور وإنجاز ثلاث دراسات إقليمية في مجال تقييم الموارد المائية المشتركة، وهي: «دراسة النظام المائي للصحراء الشمالية» 1999-2006 وهو حوض مائي صحراوي مشترك بين تونس والجزائر وليبيا، و«دراسة المخاطر الهيدروجيولوجية لحوض إيلومندان»2006-2008 وهو حوض نهر النيجر المشترك بين مالي والنيجر ونيجيريا، و«دراسة الموارد المائية لمنطقة إيغاد» (2008-2009)، وهي منطقة إفريقيا الشرقية التي تضم كل من السودان وأثيوبيا وكينيا وإيريتريا ودجيبوتي وكينيا وأوغندا.
وهو أحد خبراء المنطقة العربية في مجال المياه الجوفية، زيادة عن تخصصه في معرفة الموارد المائية للبلاد التونسية، فهو خبير لدى الوكالة الدولية للطاقة الذرية في مجال استعمال النظائر في المياه، ولدى المركز العربي لدرلاسات الأراضي القاحلة والمناطق الجافة ولدى منظمة اليونسكو، وقد شارك مع هذه المنظمات في إنجاز عدة دراسات إقليمية ووضع المصورات المائية.

## مؤلفاته
- لعبة مكعبات الزجاج، مجموعة قصصية الشركة التونسية للتوزيع- تونس 1974[5]
- زمن الفئران الميكانيكية منشورات «صفاء» - تونس 1980
- دراسات هيكلية في قصة الصراع ، الدار العربية للكتاب، تونس - ليبيا،1984
- تاريخ الأدب التونسي الحديث والمعاصر بالاشتراك مع بيت الحكمة - تونس 1993
- "زمن المواسم اليوميةتونس، 2001.
- «قصص من تونس» 2010، منشورات «قصص» - تونس، بالاشتراك مع رضوان الكوني

## المجال العلمي
- قانون المياه بإفريقية في العصر الوسيط1999 دراسة للتهيئة المائية بالاشتراك مع محمد حسن والهادي بن وزدو (كلية الآداب بتونس)
- Eau et développement dans le Sud tunisien 2001"، النشر الجامعي ـ تونس، بالاشتراك مع عبد الفتاح القاصح